# Georg van den Dries
Georg van den Dries, född 1661, död 1719, var en konterfejare.
Dries var en ganska obemärkt kringresande konterfejare tills han tillsammans med L. von Nummers 1692 begick hemgång hos Hedvig Ecke för att borttaga ett i pant lemnadt af honom målat conterfej af L. von Nummers mormoder Brita Appelbom, hwaremot Dries sjelf uppgaf att porträttet var måladt af en Diedrich Dries. Därefter förekommer han inte i handlingarna fram till 1704 då han åter befann sig i Stockholm efter en tids vistelse i Riga. Han ansökte då om att få åthiuta Gästerättigheter effter lag att veka som målare i staden. Hans hustru Maria Helena avled 1710. 